# Brusnik (Srbac)
Brusnik (szerbül: Брусник), település Bosznia-Hercegovinában, Srbac községben, Bosanska krajina területén, a Szerb Köztársaságban. 

## Fekvése
Bosznia-Hercegovina északi részén, Banja Lukától légvonalban 53, közúton 66 km-re északkeletre, községközpontjától légvonalban 14, közúton 17 km-re keletre, a Srbac-Derventa főút mentén, 93-500 méteres tengerszint feletti magasságban, a Száva déli partján, az azonos nevű patak torkolatánál és a Motajica-hegység északi részén található. A falut északon a Száva határolja, mely egyúttal a Bosznia-Hercegovina és Horvátország közötti határt is jelenti. Maga a falu nagyrészt a patak mentén települt, déli részei pedig felnyúlnak a hegység északi részére. Motajica nagy részét erdő borítja, különösen jó minőségű tölgy és bükk, mely a hegység többi részével ellentétben az északi oldalon megmaradt. A történelem során a felkelések és háborúk idején a hegység gyakran szolgált búvóhelyül a helyi lakosság számára. A falu közelében a hegyoldal szinte függőlegesen esik a Száva partjaiig.

## Népessége
| Nemzetiségi csoport | Népesség 1991 | Népesség 2013 |
| ------------------- | ------------- | ------------- |
| Szerb               | 167           | 87            |
| Bosnyák             | 0             | 0             |
| Horvát              | 1             | 2             |
| Jugoszláv           | 6             | 0             |
| Egyéb               | 2             | 4             |
| Összesen            | 176           | 93            |

## Története
A térség 1535/36-ban került oszmán uralom alá, amikor Huszrev bég elfoglalta Kobaš és Levač várait, és átkelt Szlavóniába seregével. Ekkor ez a terület a Kobaši kádiluk, a Banja Luka-i vijalet és a Boszniai Szandzsák része lett. Később a kadiluk székhelyét Kobašból Banja Lukába helyezték át, Kobaš pedig az alsóbb közigazgatási egységek (kapitányság, megye, járás) székhelye volt. Az osztrák-török háború (1716-18) a pozsareváci békeszerződéssel ért véget, amelyet 1718. június 21-én írtak alá Pozsarevácon. Ausztria megkapta Bijeljinát és a Szávától délre egy keskeny sávot (Brčko, Bosanski Brod, Kobaš, Dubica és Furjan). Abban az időben számos menekült és száműzött érkezett Szlavóniából, Macsóból (Szabács és Loznica) és a Birodalom más elveszett területeiről a kobaškai kapitányságba és Bosznia északi részébe. 1723-ban az osztrák betörések miatt a kapitányság székhelyét Kotorba (a mai Kotor-Varoš) helyezték át. A Száva folyó mentén található falvak (Kaoci, Vlaknica, Brusnik és Bosanski Kobaš) mindig a hegyekből származó áruk, a fa, az érc, a bőr és a vad mindenfajta exportjának fellegvárai voltak.
A térség 1878-ig tartozott az Oszmán Birodalomhoz, ekkor a berlini kongresszus határozata alapján az Osztrák-Magyar Monarchia része lett. 1879-ben az első osztrák-magyar népszámlálás során a Prnjavori járáshoz tartozó településnek 12 háztartása és 53 ortodox lakosa volt. A monarchia szétesésével 1918-ban előbb a Szerb-Horvát-Szlovén Királyság, majd 1929-től a Jugoszláv Királyság része. 1921-ben Vlaknica-Brusnik községnek 45 háztartása és 281 lakosa volt. Az 1929-es törvény értelmében, amikor Bosznia-Hercegovinát négy banovinára, Drinskára, Vrbaskára, Zetskára és Primorskára osztották, a település a Vrbaska banovina része lett, amelynek székhelye Banja Luka volt Jugoszlávia megszállása után a Független Horvát Állam (NDH) része lett. A második világháború után a település a szocialista Jugoszláviához tartozott. A daytoni békeszerződést követő területfelosztásnál a település Srbac község részeként a Szerb Köztársaság területéhez került.

## Turizmus
A Kaociból Bosanska Kobašába menő 12 km hosszú út a Száva partján, a Motajica-hegység alatt halad el, jobbra hagyva el Rijeka, Vlaknica és Brusnik falvakat. Brusnik falu különösen a hegység legmagasabb csúcsa, a Gradina felé menő túrautak kedvelt kiindulópontja, mivel a Bosanski Kobašból vezető út sokkal hosszabb és a többi csúcson is átvezet.